# Elefant blanc

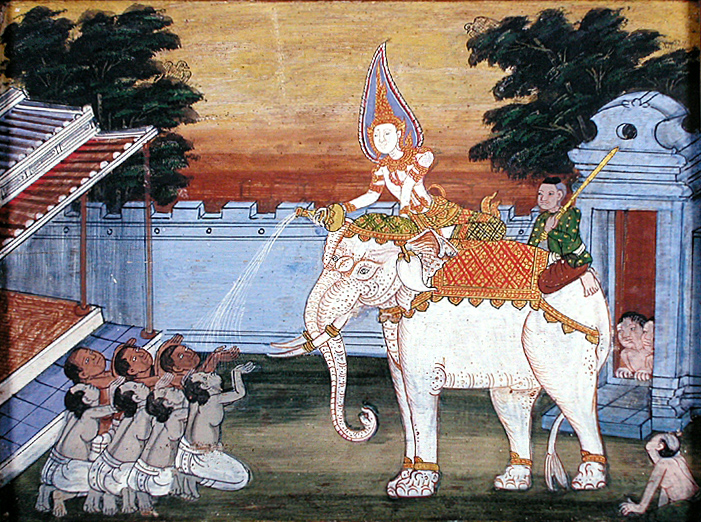
Un elefant blanc reial

Un elefant blanc o elefant albí és un tipus poc comú d'elefant, però no una espècie diferent. Encara que sovint es representa en blanc nuclear, la seva pell és normalment d'un lleuger color marró vermellós, convertint-se en rosa clar quan està mullat. Tenen les pestanyes i les ungles dels peus rosses.
Els elefants blancs són només nominalment blancs. Dels que actualment es mantenen sota el control dels governants birmans - el general Than Shwe es considera l'hereu dels reis birmans - un és gris i els altres tres són rosa clar, però tots estan oficialment reconeguts com a blancs. El rei de Tailàndia, també manté un nombre d'elefants blancs. L'ex-vicepresident dels Estats Units Spiro Agnew va presentar en una ocasió un elefant blanc al rei Norodom Sihanouk de Cambodja.

## Mitologia hindú

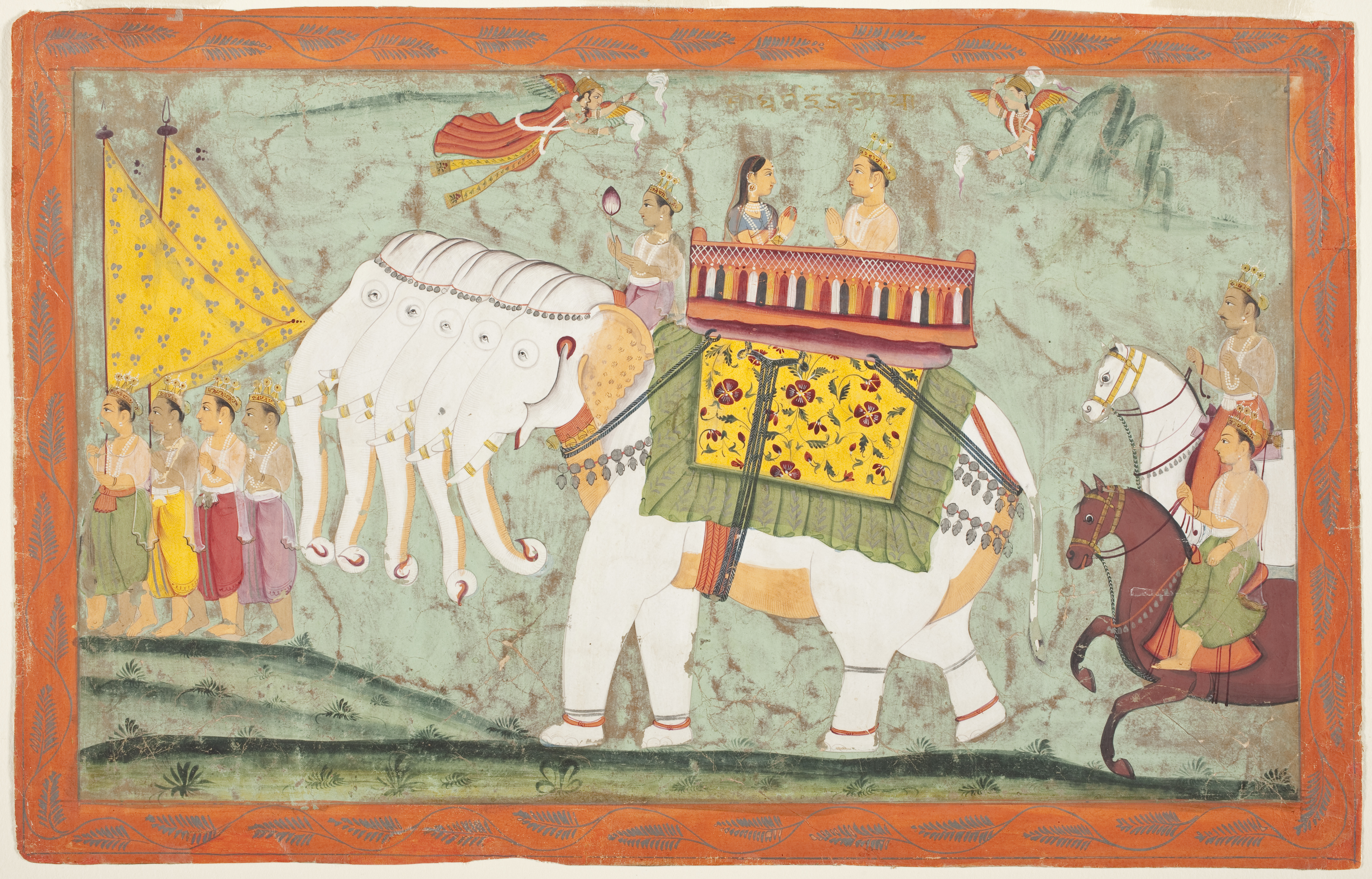
Indra i Sachi dirigint l'elefant de cinc caps Airavata.

La mitologia hindú considera que l'elefant blanc pertany al déu Indra. El nom de l'elefant és Airavata i és un elefant volar. Indra nomenà Airavata com el rei de tots els elefants.
El rei Bimbisara va caçar al bosc un elefant d'aquestes característiques en estat de zel (musth), i el va anomenar Sechanaka, que significa "regador", perquè l'elefant regava les plantes sense que ningú li demanés. Es diu que el cost d'aquest elefant era més de la meitat de Magadha. Més tard el va regalar al seu fill Vihallakumara, que envejava el seu altre fill Ajatasatru, que va intentar moltes vegades arrabassar-li l'animal, que més tard va desencadenar dues de les guerres més terribles de la història anomenades Mahasilakantaka i Ratha Musala.

## Myanmar
A Myanmar, els elefants blancs han estat venerats com a símbols de poder i de la bona fortuna. L'anunci de la recerca d'elefants blancs fet pel règim militar governant el 2001 i el 2002 fou interpretat pels opositors com una campanya per reforçar el suport al seu règim. Des del 2010 es poden trobar un total de tres elefants blancs en un pavelló als afores de Yangon.